# Digitalis lamarckii
Digitalis lamarckii là một loài thực vật có hoa trong họ Mã đề. Loài này được Ivanina mô tả khoa học đầu tiên năm 1955.

## Hình ảnh

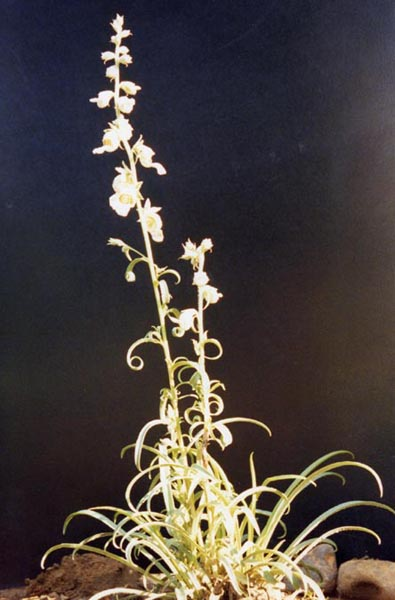
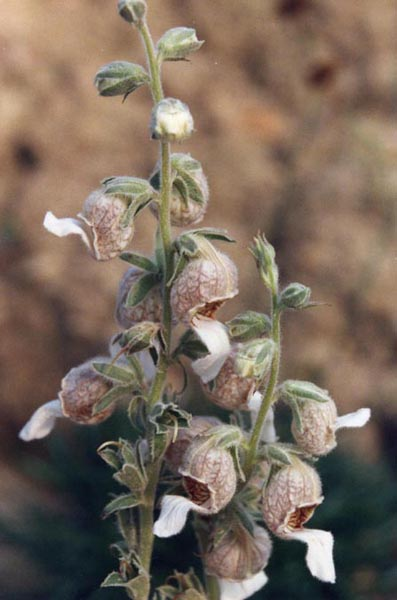